# سایوز تی۱۵
سایوز-تی۱۵ (به روسی: Союз )(به معنای اتحاد) آخرین مأموریت سرنشین دار سازمان فضایی شوروی به سمت ایستگاه فضایی سالیوت۷ و اولین ماموریت سرنشین دار به ایستگاه فضایی میر بود. فضانوردان این ماموریت برای اولین بار در تاریخ توانستند در طی ماموریت خود به دو ایستگاه مختلف فضایی متصل شده و در هر دو عملیات هایی را انجام دهند. آن ها ابتدا به ایستگاه فضایی میر متصل شدند؛ سپس از آن جدا شده و به سالیوت۷ متصل و دو راهپیمایی فضایی را انجام دادند و پس از اتمام عملیات دوباره به ایستگاه فضایی میر بازگشتند. با اتمام این ماموریت فضاپیماهای سایوزT که به مدت ۷ سال فضانوردان را به ایستگاه های مختلف سالیوت رسانده بودند بازنشسته شده و فضاپیماهای نسل جدید سایوزTM جایگزین آن ها شد.

## خدمه مأموریت
| شماره | نام              | ملیت               | تعداد پرواز | نقش عملیاتی | تصویر |
| ۱     | لئونید کیزیم     | اتحاد جماهیر شوروی | ۳           | فرمانده     |       |
| ۲     | ولادیمیر سولویوف | اتحاد جماهیر شوروی | ۲           | مهندس پرواز |       |